# オフェク1
オフェク1（オフェクワン）とは、イスラエルが独自のロケットで打ち上げた人工衛星。この打ち上げでイスラエルは独自開発のロケットで衛星の打ち上げを行った8カ国目の国となった。
オフェク1号は先細りの八角柱のような形であり、3軸ジャイロで安定を保って回転していた。高さ2.3m、底面直径1.2m、上部面直径70cm、打ち上げ重量は156kgであった。太陽電池、遠隔通信、搭載システムの真空・無重力下での機能の実験が盛り込まれており、紫外線可視画像センサと磁力計が積まれていた。遠隔計測装置を利用したアンテナで通信も行えた。本体周辺を16枚の太陽電池(246W)が覆っており、夜間はニッカド電池(7Ah)で動作した。
1988年9月19日にパルマヒム空軍基地からシャヴィトロケットで打ち上げられた。多くの打ち上げでは地球の回転速度を利用するため東に打ち上げられることが多いが、これとは異なり、オフェク1号以来のイスラエルの人工衛星の打ち上げはイスラエルや近隣アラブ諸国の人口密集地の上空を通ることを避けるために、西方の地中海に向かって打ち上げられ、逆行軌道に置かれた。1989年1月14日、117日間の運用を終えて大気圏に突入し、破壊された。

## 註
1. ↑  “Ofeq 1-2”. Encyclopedia astronautica.   astronautix.com. 2017年2月12日閲覧。